# Vought OS2U Kingfisher
«Воут» OS2U «Кінгфішер» (англ. Vought OS2U Kingfisher) — американський розвідувальний поплавковий гідролітак, що запускався з борту корабля за допомогою стартової катапульти. Літак, виробництва авіакомпанії Vought, брав у складі американського флоту участь у бойових діях від першого до останнього дня Другої світової війни. Також перебував на озброєнні військово-морських сил багатьох країн, і служив до 1959 року. Загалом було випущено 1 519 одиниць.

## Історія
У 1937 році ВМС США оголосило конкурс на новий корабельний гідролітак-коректувальник, призначений для заміни «Кертісса» SOC «Сігалл», який перебував на озброєнні капітальних кораблів з 1935 року і не зовсім задовольняв потреби флоту. У конкурсі взяли участь проекти трьох компаній: «модель 85» (XOSS-1) фірми «Стірмен», XOSN-1 підприємства «Нейвел Ейркрафт Фекторі» і «модель 310» (XOS2U-1) фірми «Воут-Сікорський». Літаки двох перших фірм були цілком традиційними біпланами на поплавковому шасі (один центральний і пара подкрильевих поплавців), яке дозволяло замінити його колісним). Силова установка також була однакова і складалася з авіамотора «Пратт енд Вїтні» R-1340-36 потужністю 600 к.с.
Конструкторський колектив «Воут-Сікорський» на чолі з Рексом Бейселом підійшли до вирішення завдання більш прогресивно, ніж їхні конкуренти. Конструктори вирішили використовувати схему моноплана, яка дозволяла поліпшити льотні характеристики. Літак мав повністю суцільнометалеву конструкцію з трапецієподібним крилом, з закругленими закінцівками і оснащувався дев'ятициліндровим двигуном повітряного охолодження «Пратт-Вїтні» R-985-4 «Восп Джуніор» потужністю 450 к.с. та дволопатевим гвинтом.
Усім трьом конкурсантам флот замовив по одному прототипу, але «Воут» впорався із завданням швидше за конкурентів: його XOS2U-1 вперше піднявся в повітря 1 березня 1938 року, а 19 травня XOS2U-1 змінив колеса на поплавки і також піднявся в повітря. Втім XOSS-1 і XOSN-1 вийшли на випробування лише у вересні. Льотні випробування показали повну перевагу прототипу Рекса Бейсела: максимальна швидкість XOS2U-1 склала 275 км/год проти 261 км/год у літака «Стірмена» і 257 км/год у XOSN-1. З іншого важливого для гідролітака показником — посадкової швидкості — невелика перевага була у машини з Філадельфії. Завдяки розвиненій механізації крила цей показник становив 87 км/год. Другим виявився не біплан «Стірмена» (92 км/год), а моноплан «Воут» показав 88,5 км/год.
Загалом, військові моряки схилялися до пропозиції компанії «Воут». На початку 1939 року літак усішно пройшов корабельні випробування на лінкорі «Вест Вірджинія», і як наслідок, 22 травня 1939 року ВМС США замовили 54 серійні літаки під позначенням OS2U-1, які надійшли до перших підрозділів у серпні 1940 року. А 1 жовтня 1941 року літак отримав і власну назву — «Кінгфішер».

## Модифікації
- XOS2U-1 — прототип літака. 1 одиниця.
- OS2U-1 — перший серійний варіант з двигуном R-985-48 (450 к.с.). Стрілецьке озброєння — 2 7,62-мм кулемети «Браунінг» (синхронний і турельний); під крилом можлива підвіска 2 45,4-кг бомб. Екіпаж — 2 чол. Виготовлено 54 літаки (49 на поплавковому шасі і 5 — на колісному).
- OS2U-2 — варіант з двигуном R-985-50 (450 к.с.). Озброєння і бомбове навантаження аналогічні OS2U-1. Встановлено систему нейтрального газу і бронезахисту екіпажу, ємність паливних баків збільшена на 60 %. Виготовлено 158 літаків, з них 45 в поплавковому варіанті, а решта — на колісному шасі.
- OS2U-3 — модифікована версія з двигуном R-985-AN2 (450 к.с.). Посилено бронювання, передбачена установка фотокулемету. Виготовлено 1006 літаків, з них не менше 531 на колісному шасі. 300 машин комплектувалися двигунами R-985-AN8 (450 к.с.)
- OS2U-4 — два робочих проекти літаки перероблених з попередніх версій, які відрізнялися крилом малої хорди і зміненого профілю. Не вироблявся.
- OS2N-1 — варіант виробництва «Нейвел Ейркрафт Фекторі». Відповідав OS2U-3. Випущено 300 одиниць.
- Kingfisher I — експортний варіант літака OS2U-3 на замовлення Королівського ВМФ Великої Британії. 100 одиниць.

## Країни-експлуатанти
- Сполучені Штати Америки
  -  Військово-морські сили США
  -  Корпус морської піхоти США
  -  Берегова охорона США
- Велика Британія
  -  Повітряні сили флоту Великої Британії — 100 OS2U-3 за програмою ленд-лізу
- Австралія
  -  Королівські повітряні сили Австралії — 18 OS2U-3
- Чилі
  -  Військово-морські сили Чилі — 15 OS2U-3
- Куба
  -  Військово-морські сили Куби — 4 OS2U
- Домініканська Республіка
  -  Військово-морські сили Домініканської Республіки — 3 OS2U
- Мексика
  -  Військово-морські сили Мексики — 6 OS2U
- Нідерланди
  -  Військово-морські сили Нідерландів — 24 OS2U (не були поставлені через окупацію)
- Радянський Союз
  -  Військово-морський флот СРСР — 2 OS2U (поставлені разом з легким крейсером «Мілвокі», який перейменований на «Мурманськ» та повернутий в 1947 році до США)
- Уругвай
  -  Військово-морські сили Уругваю — 6 OS2U-3 за програмою ленд-лізу

## Літаки, схожі за призначенням, ТТХ та епохою застосування
| - Fairey Seafox - CANT Z.505 - CANT Z.506 Airone - IMAM Ro.43 - Fokker T.III | - Fokker C.XI-W - Fokker C.XIV - Arado Ar 196 - Heinkel He 59 - Heinkel He 114 | - КОР-1 - КОР-2 - Curtiss SC Seahawk - Curtiss SOC Seagull - Curtiss SO3C Seamew | - Grumman J2F Duck - Vought O5U - Latécoère 298 - Lioré et Olivier LeO H-43 - Aichi E13A | - Mitsubishi F1M - Nakajima E8N - Watanabe E9W |